# Gül Baba

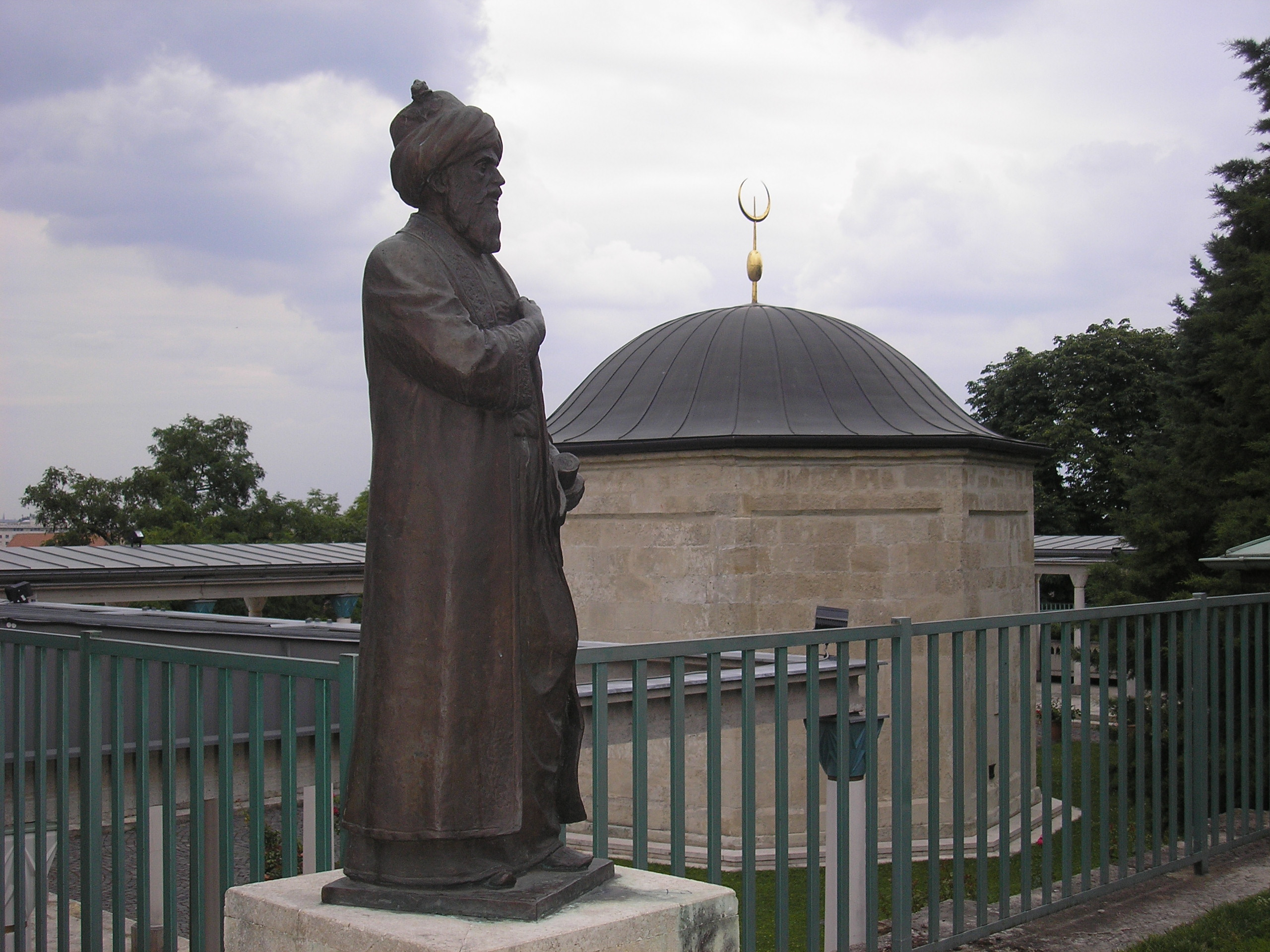
Gül-Baba-Statue vor seiner Türbe in Buda.

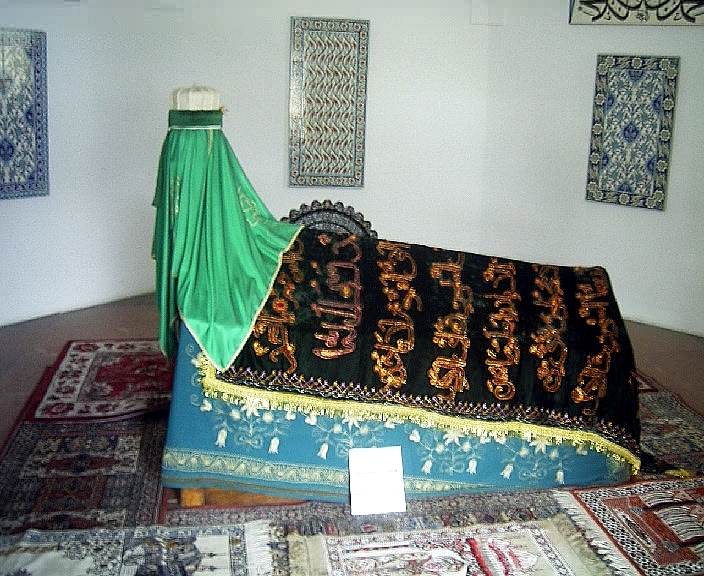
Kenotaph (Ehrenlade, türk. tabut) von Gül Baba

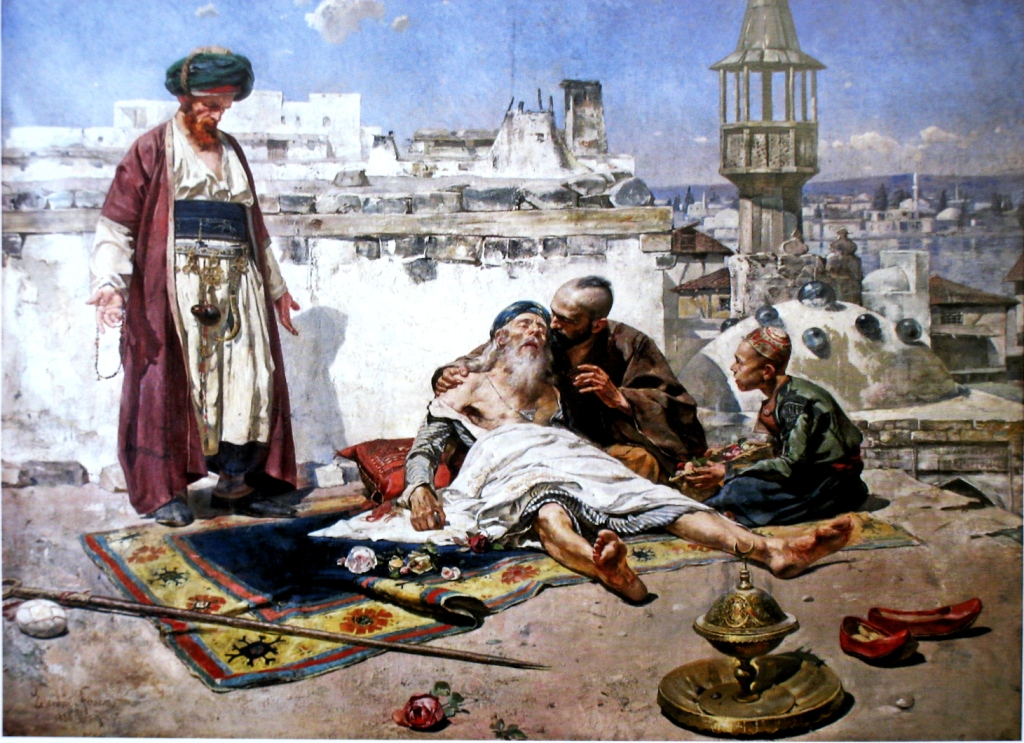
Gül Babas Tod, Gemälde des ungarischen Malers Ferenc Eisenhut aus dem Jahre 1886

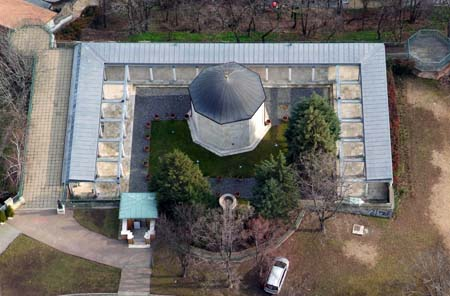
Luftbild der Türbe

Gül Baba (* Ende des 15. Jahrhunderts in Merzifon, Sandschak Amasya, Vilâyet Sivas; † 1. September 1541) war ein türkischer Bektaschi-Derwisch und Dichter des 16. Jahrhunderts. Er wird innerhalb der Bektaschi als Heiliger verehrt und seine Türbe in Budapest gilt als ein Wallfahrtsort.

## Leben
Gül Baba wurde Ende des 15. Jahrhunderts unter dem Namen Cafer als Sohn von Kutb’ül Arifin Veli’üddin İbn Yalınkılıç in der Stadt Merzifon im Sandschak Amasya, Vilâyet Sivas, geboren.
Auf Einladung des osmanischen Sultans Süleiman des Prächtigen nahm er an vielen Feldzügen in Europa teil und kam so auch nach Ungarn. Im Jahre 1531 wurde er nach Buda gesandt und gründete in der Stadt eine Derwisch-Tekke. Hier wurde er unter dem Namen Gül Baba (türk. „Vater der Rosen“) oder Gül Dede („Rosen-Derwisch“) bekannt, weil er an seinem Hut immer eine Rose getragen haben soll. Ihm wird auch die Einführung der Rose in Ungarn zugeschrieben. Seine Nachkommen waren die Paschas von Trabzon, Marzioğlu-Familie genannt.
Gül Baba verfasste Gedichte unter dem Pseudonym Misali, zu den bekanntesten Werken zählen Güldeste und Miftahül Gayb. Seine Gedichte inspirierten unter anderem den ungarischen Komponisten Jenő Huszka zur Operette Gül Baba.

## Tod
Über seinen Tod gibt es widersprüchliche Angaben, einige Quellen behaupten, er sei als Märtyrer bei der Eroberung der Stadt Buda am 1. September 1541 gefallen, laut anderen Quellen ist er während des Siegesgebetes nach der Einnahme der Stadt in der Matthiaskirche (fortan Büyük Camii) verstorben. Letztere Theorie ist als wahrscheinlicher anzusehen, da die Stadt Buda 1541 nicht durch eine Schlacht, sondern durch eine List eingenommen worden ist.
Nach seinem Tod wurde Gül Baba durch Sultan Süleiman zum Schutzheiligen der Stadt Buda erklärt, das für nunmehr 145 Jahre unter osmanischer Herrschaft stehen sollte. Süleiman war auch bei seiner Beisetzung auf dem Rosenhügel (ungar. Rózsadomb) in Buda anwesend, einige Quellen behaupten sogar, er sei einer der Sargträger gewesen.
Die Gül-Baba-Türbe befindet sich auch heute noch auf dem Rosenhügel in Buda, Mecset út 14. Sie hat eine achteckige Form und wurde in den 1540er Jahren auf Veranlassung des Paschas von Buda, Mehmet Pascha, errichtet. Sie ist das nördlichste Heiligtum im Islam.